# Йенсен, Боарур
Боару́р О́улавссон Йе́нсен (фар. Bárður Ólavsson Jensen; род. 7 мая 2001, Тофтир, Эстурой) — фарерский футболист, полузащитник клуба «Б68».

## Клубная карьера
Боарур — воспитанник «Б68» из его родной деревни Тофтир. Свою первую игру за эту команду он провёл 19 сентября 2017 года, это была встреча первого дивизиона против дублирующего состава рунавуйкского «НСИ». Всего в своём дебютном сезоне на взрослом уровне Боарур отыграл 2 игры в первой лиге. В 2018 году он стал основным полузащитником тофтирцев, приняв участие в 23 матчах первого дивизиона. 10 марта того же года Боарур забил свой первый гол в карьере, поразив ворота второй команды «ТБ/ФКС/Ройн», а всего в том сезоне он отметился 2 забитыми мячами. В 2019 году полузащитник провёл свой наиболее продуктивный сезон, отличившись 9 раз в 26 встречах первой лиги.
В сезоне-2020 Боарур провёл 24 матча в первом дивизионе и забил в них 3 гола. Кроме того, он принял участие в стыковой игре против «АБ»: полузащитник провёл на поле 67 минут, после чего был заменён на Хельги Йоханнесена. По итогам этого матча тофтирский коллектив вернулся в класс сильнейших. 7 марта 2021 года Боарур дебютировал в фарерской премьер-лиге, целиком отыграв матч против клаксвуйкского «КИ».

## Международная карьера
В 2016 году Боарур принял участие в 2 встречах за юношескую сборную Фарерских островов до 15 лет. В 2017 году он провёл 4 матча в составе команды до 17 лет. В 2019 году полузащитник был членом сборной до 19 лет, сыграв за неё 2 игры.

## Статистика выступлений
| Выступление      | Выступление      | Выступление      | Лига | Лига | Кубки | Кубки | Еврокубки | Еврокубки | Прочие | Прочие | Итого | Итого |
| Клуб             | Лига             | Сезон            | Игры | Голы | Игры  | Голы  | Игры      | Голы      | Игры   | Голы   | Игры  | Голы  |
| ---------------- | ---------------- | ---------------- | ---- | ---- | ----- | ----- | --------- | --------- | ------ | ------ | ----- | ----- |
| Б68              | Первый дивизион  | 2017             | 2    | 0    | 0     | 0     | 0         | 0         | 0      | 0      | 2     | 0     |
| Б68              | Первый дивизион  | 2018             | 23   | 2    | 1     | 0     | 0         | 0         | 0      | 0      | 24    | 2     |
| Б68              | Первый дивизион  | 2019             | 26   | 9    | 2     | 0     | 0         | 0         | 0      | 0      | 28    | 9     |
| Б68              | Первый дивизион  | 2020             | 24   | 3    | 1     | 0     | 0         | 0         | 1      | 0      | 26    | 3     |
| Б68              | Премьер-лига     | 2021             | 23   | 0    | 1     | 0     | 0         | 0         | 0      | 0      | 24    | 0     |
| Б68              | Премьер-лига     | 2022             | 27   | 1    | 1     | 0     | 0         | 0         | 0      | 0      | 28    | 1     |
| Б68              | Премьер-лига     | 2023             | 5    | 0    | 1     | 0     | 0         | 0         | 0      | 0      | 6     | 0     |
| Б68              | Итого            | Итого            | 130  | 15   | 7     | 0     | 0         | 0         | 1      | 0      | 138   | 15    |
| Всего за карьеру | Всего за карьеру | Всего за карьеру | 130  | 15   | 7     | 0     | 0         | 0         | 1      | 0      | 138   | 15    |

## Личная жизнь
Брат-близнец Боарура, Александур Йенсен, тоже является футболистом. Близнецы вместе выступают за «Б68».